# 동해삼육초등학교
동해삼육초등학교는 대한민국 강원특별자치도 동해시에 있는 사립 초등학교이다.

## 학교 연혁
- 1946년 4월 1일 성명공민학교 개교
- 1948년 7월 15일 제1회 졸업식
- 1948년 11월 8일 묵호삼육국민학교 인가
- 1949년 9월 21일 묵호삼육국민학교 개교
- 1985년 7월 22일 동해삼육국민학교로 개칭
- 1992년 11월 27일 영어교육시범학교 운영 발표
- 1994년 9월 26일 신축교사 준공식
- 2000년 9월 1일 제21대 이계복 교장 부임
- 2007년 3월 1일 제22대 최재만 교장 부임
- 2013년 3월 1일 제23대 박광화 교장 부임
- 2015년 3월 1일 제24대 남금랑 교장 부임
- 2016년 3월 1일 제25대 김영희 교장 부임

## 참고 자료
- 동해삼육초등학교 - 한국교육학술정보원 학교알리미